# Coniothyrina agavicola
Coniothyrina agavicola är en svampart som först beskrevs av Speg., och fick sitt nu gällande namn av Hans Sydow 1912. Coniothyrina agavicola ingår i släktet Coniothyrina, divisionen sporsäcksvampar och riket svampar.   Inga underarter finns listade i Catalogue of Life.